# 12 Szwadron Saperów
12 samodzielny Szwadron Saperów – pododdział saperów w kawalerii ludowego Wojska Polskiego.
Szwadron został sformowany w Trościance w rejonie Sum w składzie 1 Samodzielnej Brygadzie Kawalerii na mocy rozkazu sztabu Armii Polskiej w ZSRR nr 0038 z 8 maja 1944, według etatu Nr 06/452. Przeformowany 7 maja 1945 w związku z rozwinięciem brygady w dywizję.
Proporczyk na lance i na mundur czerwono-czarnyy.

## Działania jednostki
Szwadron rozpoczął działania bojowe wraz ze swą brygadą na przyczółku warecko-magnuszewskim. Szwadron brał udział w walce o przyczółki warszawskie, w operacji warszawskiej, marszu – manewrze z Warszawy do Bydgoszczy, walkach na Wale Pomorskim, w odsieczy m. Wielboki. W ciężkich sytuacjach kilkakrotnie był użyty jako szwadron liniowy. Wojnę zakończył w rejonie Spaatz nad Hawelą.
Rozformowany w kwietniu 1947.

## Dowódcy szwadronu
- por. Zygmunt Jankowski (10 maja – 20 września 1944)
- por. Nikita Czunuk (20 września 1944 – 4 stycznia 1945)
- por. Józef Łajkowski (4 stycznia 1945) czasowo oficer sztabu 1 SBK
- kpt. Paweł Guśkow (9 lutego 1945)
- por. Antoni Nitecki (od 10 września 1945)
- rtm. Edward Mazurek (od 28 listopada 1945)
- kpt. Henryk Łukaszewicz (od 12 czerwca 1946)

## Okres powojenny
Po powrocie do kraju uczestniczył w rozpoznawaniu i rozminowywaniu dróg na Pomorzu Zachodnim w rejonie Koszalina. W czasie zimy pomagał w utrzymaniu dróg w okolicach Warszawy, Legionowa, Mińska Mazowieckiego i Wołomina.